# Gunda apicalis
Gunda apicalis är en fjärilsart som beskrevs av George Francis Hampson 1892. Gunda apicalis ingår i släktet Gunda och familjen silkesspinnare. Inga underarter finns listade i Catalogue of Life.